# JCSAT-R
JCSAT-R(現・intelsat26)は、かつてJSAT社(現・スカパーJSAT)が打ち上げ、INTELSAT社が運用している通信衛星。メーカーはヒューズで、1997年2月17日にアリアン2ロケットにより打ち上げられた。
かつては、JSAT社が運用していたが、2009年にIntelsat社に譲渡した。